# Xylergates elaineae
Xylergates elaineae är en skalbaggsart som beskrevs av Gilmour 1962. Xylergates elaineae ingår i släktet Xylergates och familjen långhorningar.
Artens utbredningsområde är:
- Guyana.
- Surinam.

Inga underarter finns listade i Catalogue of Life.